# 个人数码助理

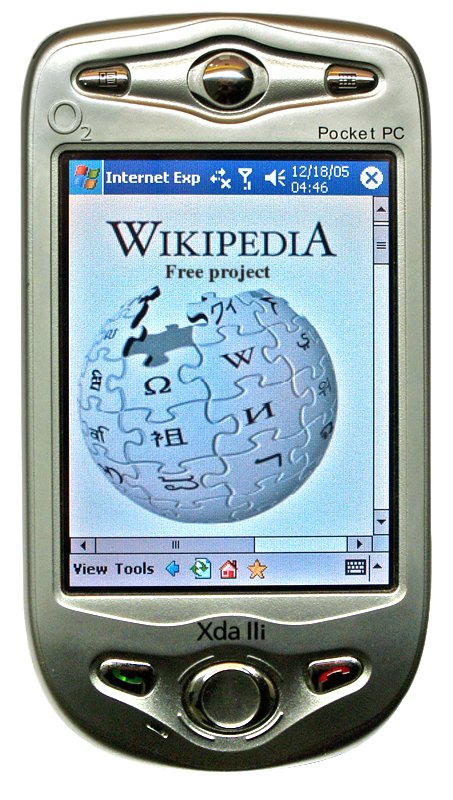
一款搭載微軟 Pocket PC 平台的個人數位助理

個人數位助理（英語：personal digital assistant），一般是指像手機一樣大小，卻擁有電腦等級硬體的移動電子設備，之后被高效能的智慧型手机例如三星Galaxy取代。

## 特點
相对于传统电脑，個人數位助理的优点是轻便、小巧、可移动性强，同时又不失功能的强大，缺点是屏幕过小，且电池续航能力有限。個人數位助理通常采用觸控笔（Stylus）作为输入设备，而存储卡作为外部存储介质。在无线传输方面，大多数個人數位助理具有红外通讯技术（IrDA）和蓝牙（Bluetooth）接口，以保证无线传输的便利性。许多個人數位助理还能够具备Wi-Fi连接以及全球定位系统（GPS）。
便携性介于個人電腦和PDA之间的个人电脑产品有笔记本电脑（Notebook/Laptop）、UMPC 及平板电脑（Tablet）。

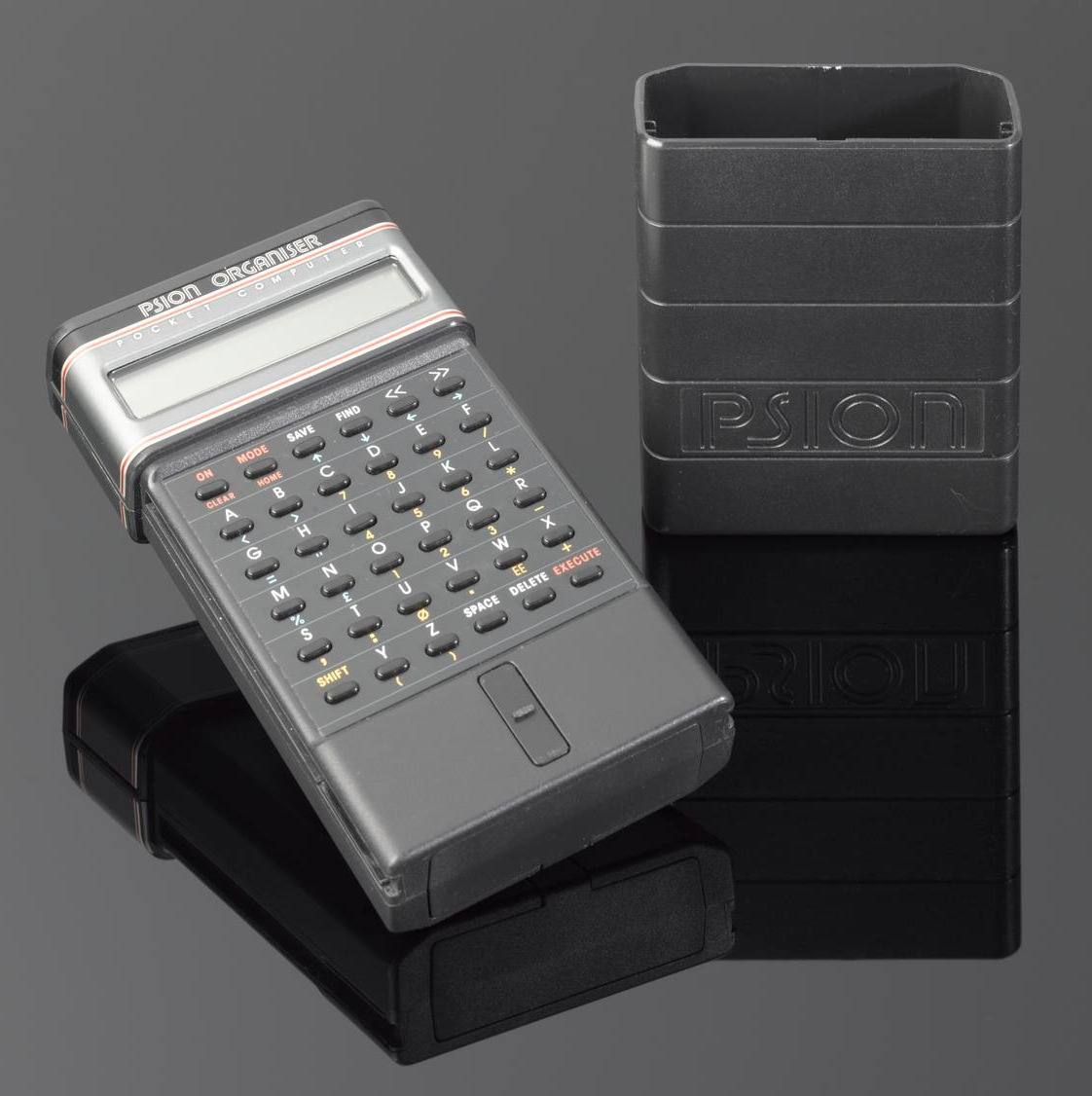
Psion Organiser

第一款個人數位助理是1984年由Psion公司所推出的 Organiser II。而「個人數位助理」一詞則是在1992年苹果电脑的執行長約翰·史考利在牛頓發表會上所提出，但这一款产品在商业上很不成功。后来出现了专门为了手写输入的 Graffiti 输入法，研發此输入法的個人數位助理公司推出了Palm这一个系列的产品，并获得了巨大的成功。在20世纪末，微软进入这一个领域，并首先推出了Windows CE 1.0操作系统，但该系统在各方面表现并不尽如人意，但后来微软推出的Windows Pocket Edition 2002一举奠定了PPC操作系统领先的地位。
過去廣泛使用的掌上電腦作業系統平台有Palm OS和微軟Windows Mobile（前身為Pocket PC和Windows CE）及 Symbian OS（前身為EPOC）系列。
近來PDA的工作為平板電腦所取代，而iPadOS及Android是最常見的兩種平板電腦作業系統。微软的Surface則因為支援的平板電腦軟體較少，而較無法瓜分PDA市场。現今PDA一般特指企业用途的手持终端，如物流业所使用的手持RFID终端。

## 主要功能

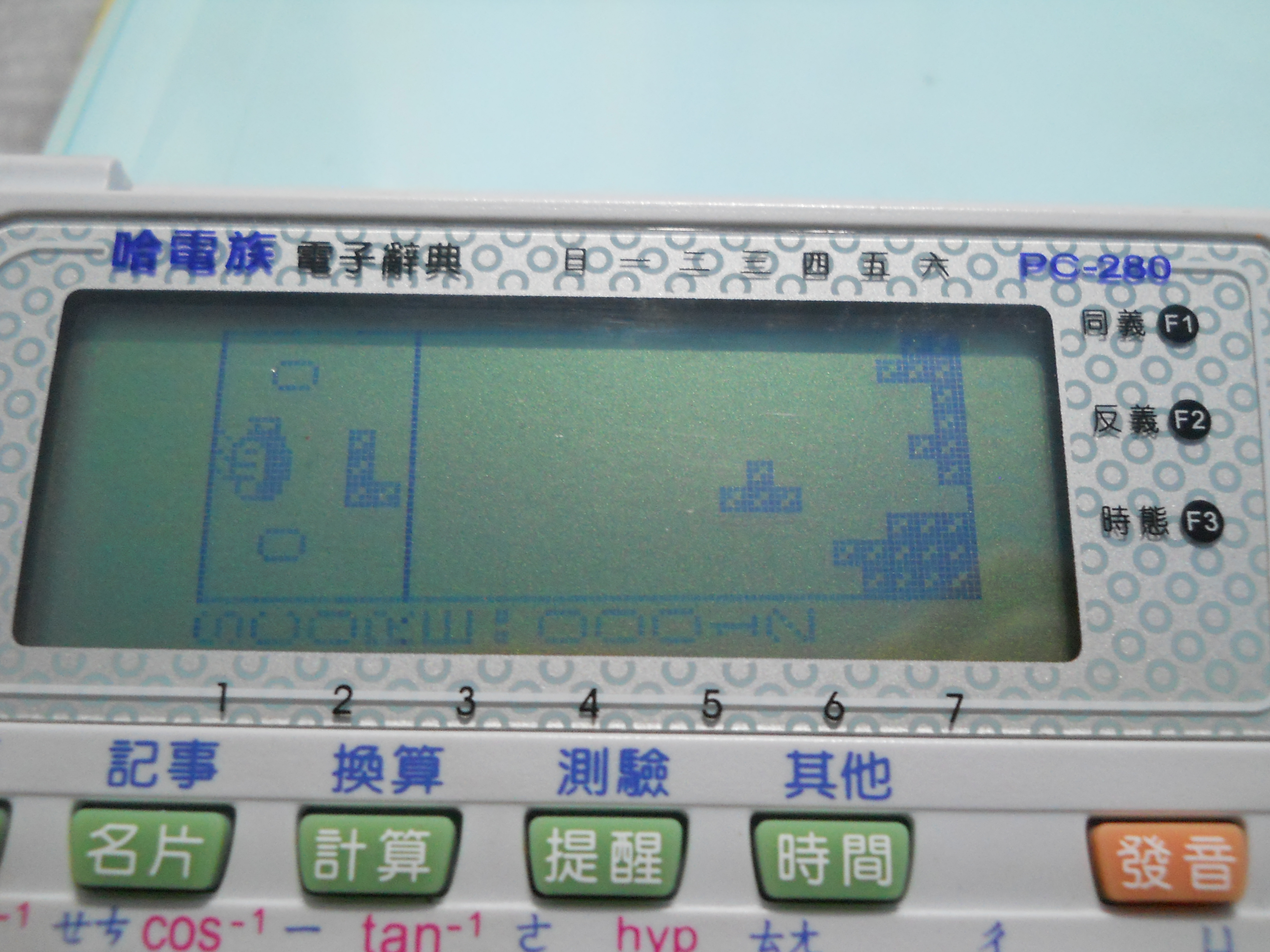
在一台 PDA 上玩俄羅斯方塊

在個人數位助理初推出的時候，它主要功能是用作個人信息管理系統，一路演變至現在的個人數位助理能夠安裝不同的軟件（Apps）和遊戲；通常現在的個人數位助理都備有蓝牙、無線網絡（Wi-Fi）、紅外線（IrDA），能夠連上互聯網作瀏覽網頁等工作，而亦能夠將個人數位助理當作數位多媒體播放器，如果硬件支持的话，個人數位助理还可以作为全球定位系統。

## 作業系統
- iPadOS
- Android
- Palm OS
- Windows Mobile（前身為 Pocket PC 和 Windows CE）
- Symbian OS（前身為 EPOC）
- Newton OS
- 的PDA

## 生產商
- Apple
- HTC
- 惠普
- DEC （已被惠普併購）
- Mio
- 華碩
- Acer 宏碁
- Sharp 夏普
- 技嘉
- 東芝
- 優派
- Casio 卡西歐
- 富士通-西門子
- RIM 黑莓
- Dell 戴爾
- Lenovo 聯想
- Sony 索尼
- IBM

## 工業用個人數位助理生產商
- Symbol：美國廠商，目前已經被 Motorola 購併
- Intermec：美國廠商

## 外部連結
- PDA 发烧友论坛：中国 PDA 论坛
- MAXPDA：中国 PDA 论坛
- HI-PDA （页面存档备份，存于） ：HI-PDA 论坛
- Palmislife （页面存档备份，存于）：台灣知名的 PDA 專屬論壇
- Pocket PC 的 Step by Step 基礎教學 （页面存档备份，存于） on Mobile01 （页面存档备份，存于）
- Wikipedia on your PDA （页面存档备份，存于）